# Ойда
«Ойда» — пісня російського хіп-хоп-виконавця Oxxxymiron, випущена 16 вересня 2022 року як сингл на незалежному лейблі, дистриб'ютором виступила компанія ONErpm.

## Передісторія
Після початку російського вторгнення в Україну Оксімірон скасував свої виступи в Росії, виїхав із країни і провів тур благодійних концертів «RAW» (Russian Against War, Росіяни проти війни). У липні 2022 року Федоров потрапив до «списку заборонених артистів». 

## Текст
Пісня починається з вирізок з новинних випусків, у яких повідомляється про вимогу визнати пісню «Останній дзвінок» екстремістською, благодійний тур «RAW», повернення Оксімірона і запитується, навіщо він повернувся в Росію. «Я вбив у собі Імперію» — Оксімірон згадує, що він «забив» своє татуювання «IMPERIVM» і покінчив зі старою ідеєю «реп-імперії» (відсилка до синглів «Imperial» та «Що таке імперія?»). «На нашому прапорі — білий сніг і синя ріка» — згадується символ антивоєнного протесту росіян. У роботі також засуджується російська естрада, яка ігнорує те, що відбувається в Україні, і президент Росії Володимир Путін, який «лякає ядерним грибом». Крім цього Мирон «йде в андеграунд», передає привіт СК і прокуратурі. Наприкінці лунає вислів «Інгрія буде вільною» — відсилання до руху «Вільна Інгрія» і російського опозиційного гасла «Росія буде вільною».

## Музичний відеокліп
Музичний відеокліп було знято в Санкт-Петербурзі, рідному місті Оксімірона, і менш ніж за добу він набрав понад 1,4 млн переглядів на відеохостингу YouTube.

## Відгуки

### Негативні
Російська громадська організація «Поклик Народу», мета якої «відродження Росії, її традицій і культури» написала звернення до голови Слідчого комітету Олександра Бастрикіна з проханням про перевірку нового кліпу Оксімірона на екстремізм. Представники організації вважають, що Оксімірон «просуває прапор зрадників і сучасних власовців», «насміхається» над СК і прокуратурою і відкрито виступає на підтримку України.
Російський реп-виконавець Річ назвав Оксімірона «репером-колаборантом» і визнав несправедливим, що про його пісню про «пацанів, які зараз на фронті жертвують собою» не пише жодне ЗМІ, коли Оксімірона «рекомендують всі, просто всі медіа, що існують у Росії».
Російський письменник Захар Прилєпін у своєму телеграм-каналі заявив: «величезна частина нашої молоді — це не цілком наша молодь. М'яко кажучи.».

## Чарти
| Чарт (2022)                 | Найвища позиція |
| --------------------------- | --------------- |
| Світ («Genius»)             | 1               |
| Білорусь («YouTube Music»)  | 2               |
| Казахстан («YouTube Music») | 23              |
| Росія («YouTube Music»)     | 1               |
| Україна («YouTube Music»)   | 1               |